# الأتراك في إسرائيل
الأتراك في إسرائيل هم أشخاص أتراك يعيشون في إسرائيل على الرغم من أنهم ولدوا خارج إسرائيل، أو هم إسرائيليو المولد ولكن لها جذور تركية ويبلغ عددهم 22 الف شخص. الأتراك الذين يعيشون في إسرائيل هم من العمال المهاجرين حديثة نسبيا الذين يعملون في مشاريع البناء. وقد بدأ الأتراك بالإستقرار في إسرائيل خلال الحكم العثماني عندما كانت المنطقة جزءًا من ولاية سورية.

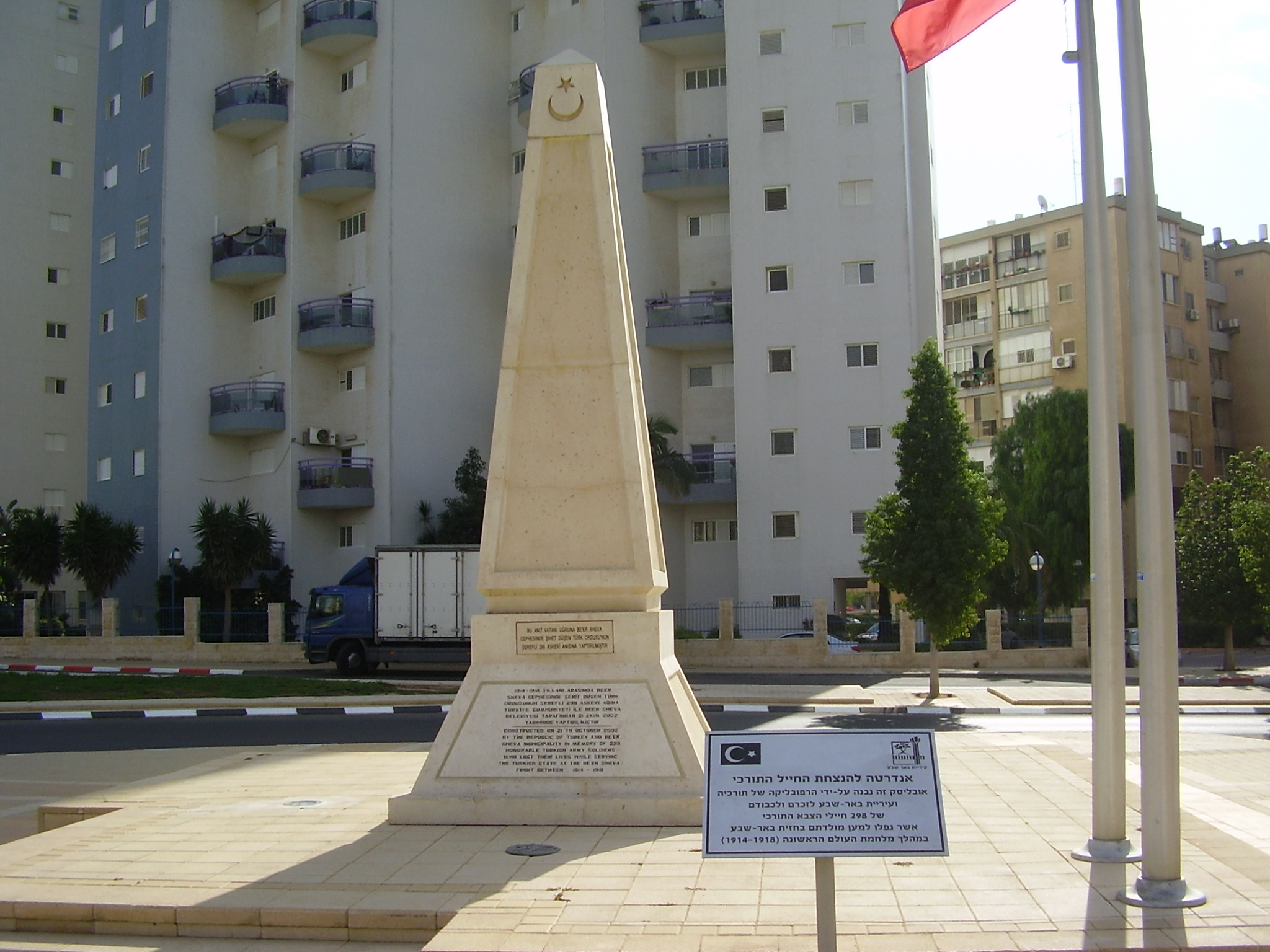
النصب التذكاري للجنود الأتراك في بئر السبع.